# Josefinas de la Caridad
El Instituto Hermanas Josefinas de la Caridad es una congregación religiosa católica femenina, de derecho pontificio, fundada por Caterina Coromina Agustí en Vic, España, en 1897, con el fin de asistir a enfermos y ancianos necesitados. Las religiosas de esta congregación son conocidas como Josefinas de la Caridad o Josefinas de Vich, y posponen a sus nombres las siglas de H.J.C.

## Historia

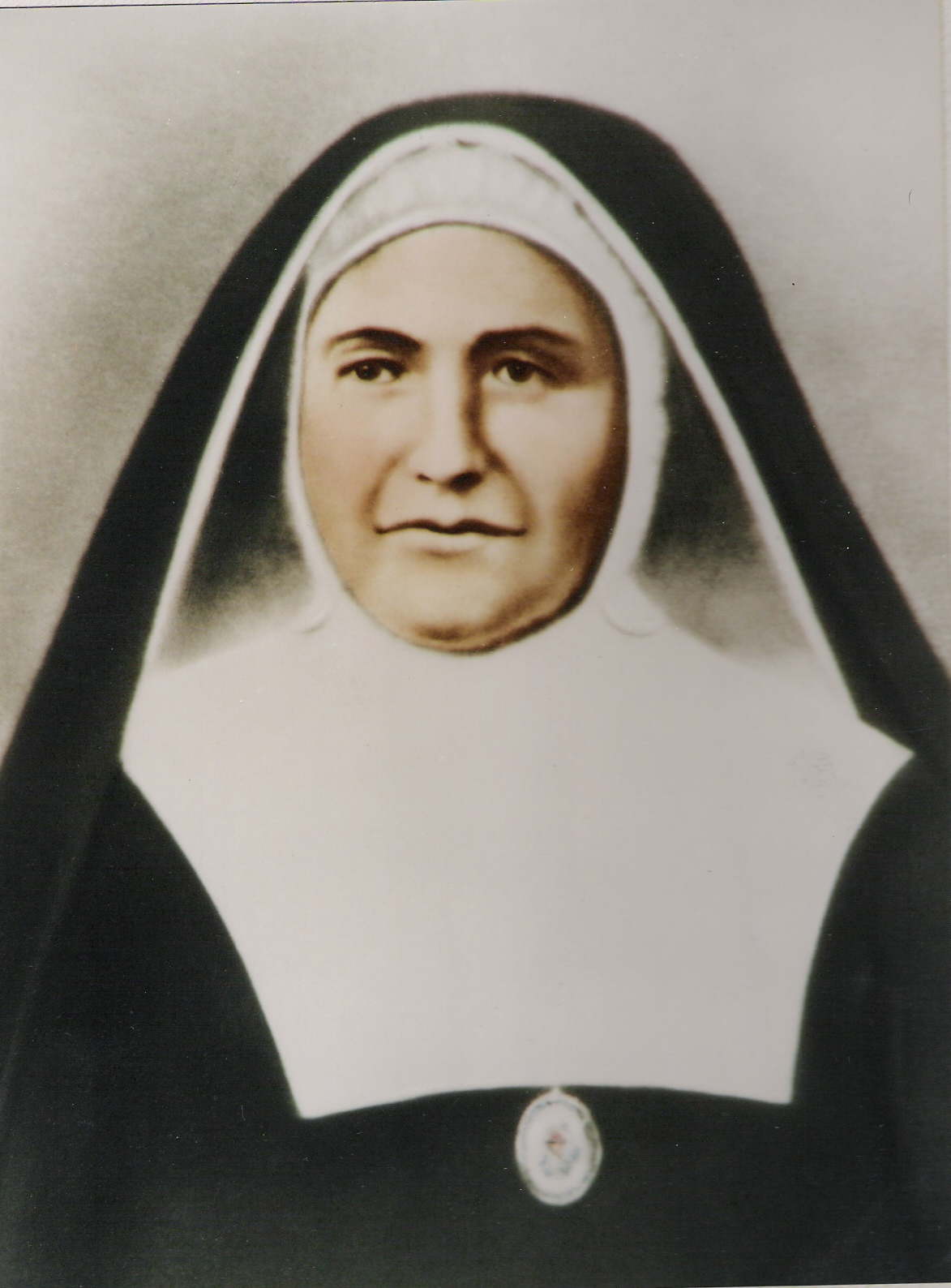
Caterina Coromina Agustí (1824-1893), fundadora de las Josefinas de la Caridad.

Caterina Coromina trabajaba como criada en Vich, Barcelona (España). De sus servicios a los ancianos que necesitaban de atención sanitaria, se originó la idea de fundar una congregación religiosa para dicho menester. Para lograr su cometido, se valió de la ayuda de su director espiritual, el sacerdote oratoriano Padre Costa. El 29 de junio de 1877, junto a tres compañeras, entre las que se encontraba una de sus sobrinas, fundó una pequeña comunidad para el servicio de los pobres y necesitados, especialmente de los ancianos.
Los inicios fueron difíciles, las compañeras de Coromina la abandonaron en la empresa. Más tarde, llegarían otras cinco mujeres con el deseo de ser religiosas. Con ellas, el 25 de junio de 1881, profesó sus primeros votos de obediencia, castidad y pobreza. A partir de entonces fueron conocidas como Hermanas Josefinas de la Caridad.
La segunda fundación se realizó en Vilasar de Dalt (1885), a donde llegaron por invitación del ayuntamiento, para atender a los enfermos de cólera. Una de las novicias contrajo la enfermedad y se convirtió en la primera josefina víctima de la caridad.
Una nueva generación de hermanas más preparadas, vieron en Caterina Coromina una dificultad para la expansión y desarrollo del instituto. Coromina era prácticamente analfabeta, por ello le arrebataron la administración general del instituto y la apartaron a la casa madre de Vich. A su muerte (1893) las hermanas josefinas adoptaron una regla de vida basada en la de las monjas carmelitas. Luego sus constituciones se basaron en la Regla de San Agustín. Esto provocó que, en 1900, unas treinta religiosas se separaran de la congregación para dar inicio a las Carmelitas de San José.
Las josefinas de la caridad recibieron una primera aprobación pontificia el 30 de noviembre de 1924 y la aprobación definitiva de las constituciones el 3 de julio de 1934.
En el 2006, el papa Benedicto XVI declaró venerable a la fundadora.

## Actividades y presencia
Las josefinas de Vich se dedican a la asistencia de enfermos y ancianos, a domicilio y en hospitales o clínicas. Además, realizan otras actividades como el cuidado de niños en guarderías y asistencia a los más necesitados.
En 2011, la congregación contaba con unas 103 religiosas, en 16 casas, presentes en Colombia, España y Perú. La casa general se encuentra en Vich y su actual superiora general es la religiosa española Manuela Esther Díaz Torres.